# Epsilonema pustulatum
Epsilonema pustulatum is een rondwormensoort uit de familie van de Epsilonematidae. De wetenschappelijke naam van de soort is voor het eerst geldig gepubliceerd in 1952 door Gerlach.